# Jonathan Milan
Jonathan Milan (født 1. oktober 2000 i Tolmezzo) er en italiensk cykelrytter, der er på kontrakt hos Lidl-Trek.
Han repræsenterede Italien under sommer-OL 2020 i Tokyo, hvor han tog guld i holdforfølgelse.